# David Thompson (cartógrafo)
David Thompson (Londres, 30 de abril de 1770 - Montreal, 10 de febrero de 1857) fue un comerciante de pieles, explorador y cartógrafo canadiense de origen inglés —conocido entre los pueblos nativos como Koo-Koo-Sint, «el astrónomo»—, recordado por haber cartografiado en su carrera más de 3,9 millones de kilómetros cuadrados de tierras vírgenes de América del Norte, y que ha sido descrito como el «mayor geógrafo terrestre que jamás haya vivido».
En 1785, Thompson fue enviado a Canadá al servicio de la Compañía de la Bahía de Hudson, trabajando como aprendiz durante siete años. De 1792 a 1812, exploró y cartografió la región al oeste de la bahía de Hudson y el lago Superior, más allá de las Montañas Rocosas. Fue el primer europeo en explorar el río Columbia desde su fuente hasta su desembocadura. En 1797 dejó la HBC y pasó a trabajar con la Compañía del Noroeste. Los mapas que hizo de la cuenca del río Columbia, al este de las montañas Cascade, eran tan precisos y detallados que continuaron siendo usados hasta bien mediado el siglo XX.
Thompson también completó la medición exacta de gran parte de la frontera entre Canadá y Estados Unidos, siguiendo el paralelo 49ºN al oeste, desde el río San Lorenzo hasta el lago Woods. 

## Biografía

### Primeros años
David Thompson nació en Westminster, hijo de dos emigrantes galeses recientes, David y Ann Thompson. Cuando Thompson tenía dos años, su padre murió y las dificultades económicas hicieron que su madre les llevará a él y su hermano al Grey Coat Hospital, una escuela para los más desfavorecidos de Westminster. Finalmente se graduó en la escuela matemática de Grey Coat y aprendió las habilidades básicas de navegación que constituyeron la base de su futura carrera. En 1784, a la edad de 14 años, entró en un programa de aprendizaje de siete años con la Compañía de la Bahía de Hudson (Hudson's Bay Company, conocida como HBC, sus siglas en inglés). Zarpó el 28 de mayo de ese año, y salió de Inglaterra para siempre.

### La Compañía de la Bahía de Hudson (HBC)
Thompson llegó al puesto establecido en la desembocadura del río Churchill (Churchill, ahora en la provincia de Manitoba) y se le asignó como trabajo la copia de los documentos personales del gobernador de Fort Churchill, Samuel Hearne. Al año siguiente fue trasladado a la York Factory, la factoría principal de la compañía localizada más al sur, en la boca del río Hayes. Durante los siguientes años pasó un tiempo como empleado en Cumberland House y South Branch House antes de llegar a Manchester House en 1787. El 23 de diciembre de 1788, Thompson sufrió una seria fractura de la pierna, lo que le obligó a pasar los próximos dos inviernos en Cumberland House convaleciendo. Durante este tiempo refinó y amplió sus habilidades matemáticas, astronómicas y geodésicas bajo la tutela del inspector de la HBC, Philip Turnor. Fue también durante este tiempo cuando perdió la vista en su ojo derecho.
En 1790, cuando finalizó su aprendizaje, Thompson hizo la inusual solicitud de un conjunto de herramientas de medición, en lugar del típico regalo de despedida de ropa fina que ofrecía la empresa a los que terminaban su contrato de formación. Recibió dos y entró al servicio de la Compañía como comerciante de pieles. En 1792 completó su primera gran expedición de reconocimiento, cartografiando una ruta al lago Athabasca (localizado en la actual frontera entre las provincias de Alberta/Saskatchewan). En reconocimiento a sus habilidades cartográficas, la Compañía le ascendió a inspector en 1794. Thompson continuó trabajando para la HBC hasta el 23 de mayo de 1797 cuando, frustrado con las políticas de la empresa, la abandonó. Caminó 80 millas en la nieve para entrar al servicio de la compañía rival, la Compañía del Noroeste (North West Company, NWC), donde continuó trabajando como comerciante de pieles y agrimensor.

### La Compañía del Noroeste

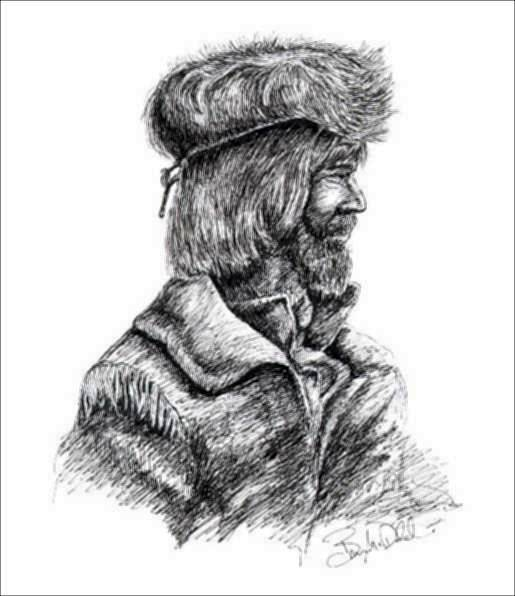
Una impresión artística de Thompson, basada en relatos históricos.

La decisión de Thompson de pasarse en 1797 a la Compañía del Noroeste, sin avisar con un año de antelación como era costumbre, no fue bien recibida por sus exempleadores. Sin embargo, para Thompson, unirse a la NWC le permitió seguir con su interés en los levantamientos topográficos y en los trabajos cartográficos del interior del continente, en lo que luego convertirá en Canadá. En 1797, Thompson fue enviado al sur por sus empleadores para reconocer parte de la frontera Canadá-Estados Unidos, siguiendo las vías fluviales del lago Superior al lago de los Bosques, para satisfacer cuestiones territoriales no resueltas derivadas del Tratado Jay suscrito en 1795 entre Gran Bretaña y los Estados Unidos para resolver algunas cuestiones tras la independencia de los Estados Unidos. En 1798 Thompson había completado un reconocimiento de 6.750 km desde Grand Portage, a través del lago Winnipeg, hasta las cabeceras del río Assiniboine y del río Misisipí, así como cartografiado las dos riberas del lago Superior. En 1798, la empresa le envió al lago Field (en la actual provincia de Alberta) para establecer un puesto comercial. Thompson pasó las siguientes temporadas comerciando desde Fort George (en la actualidad, en Alberta), y durante ese tiempo dirigió varias expediciones a las Montañas Rocosas.
En 1804, en el encuentro anual de la NWC en Kaministiquia, a orillas del lago Superior, Thompson se hizo socio de pleno derecho de la empresa y pasó las siguientes temporadas gestionando operaciones de comercio de pieles, aunque todavía encontró tiempo para ampliar sus estudios de los cursos de agua alrededor del lago Superior. Sin embargo, en la reunión de la compañía de 1806 se tomó la decisión de enviar a Thompson de vuelta al interior. La preocupación que existía por si la estadounidense expedición de Lewis y Clark (1804-06) lograría llegar a la costa oeste, llevó a la NWC a encomendar a Thompson encontrar una ruta hasta el océano Pacífico con el fin de abrir esos lucrativos territorios para el comercio de pieles del Pacífico Noroeste.

### Viajes a la cuenca del Columbia

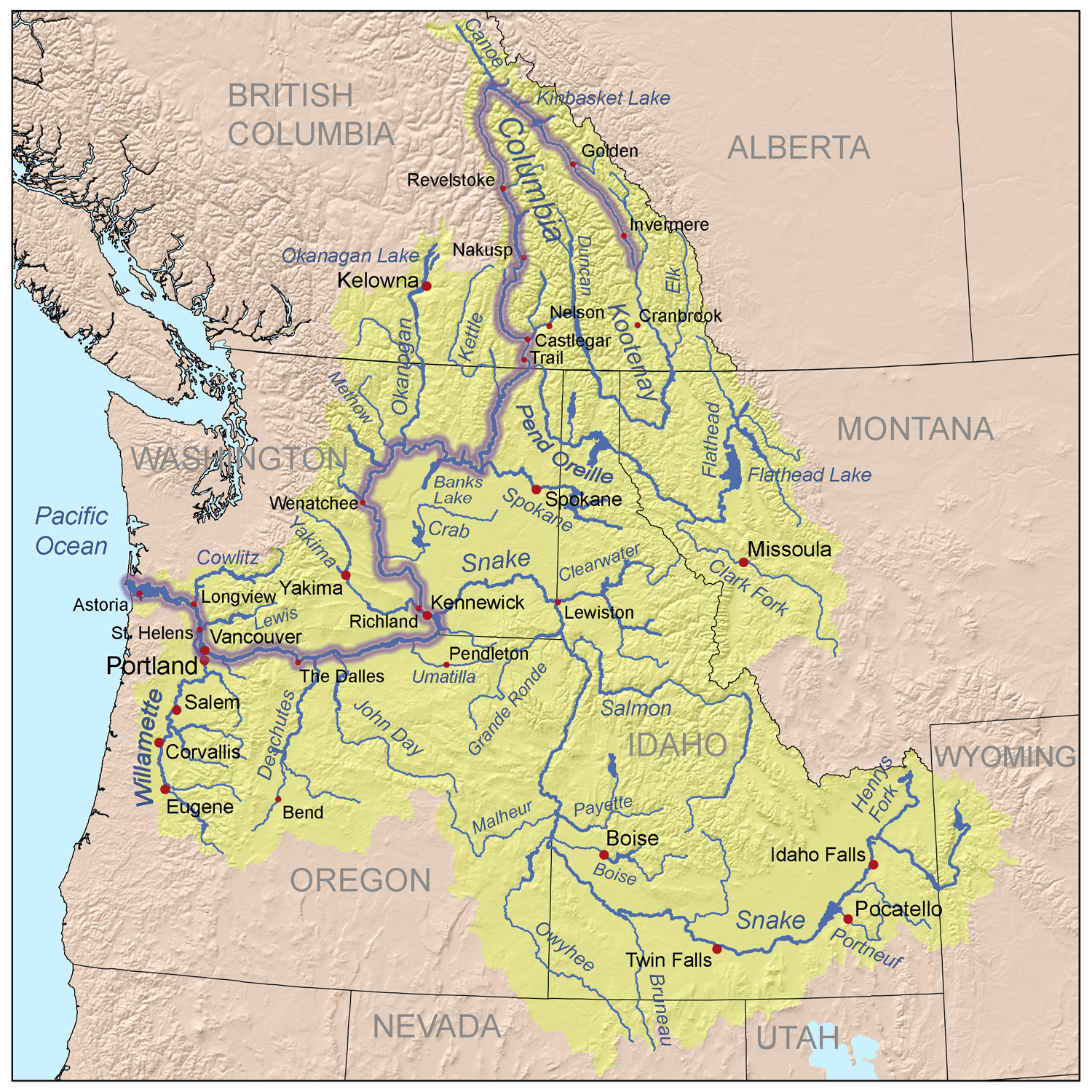
David Thompson navegó el curso entero del río Columbia en 1811. Mapa del río Columbia y sus afluentes que muestra las fronteras políticas modernas.

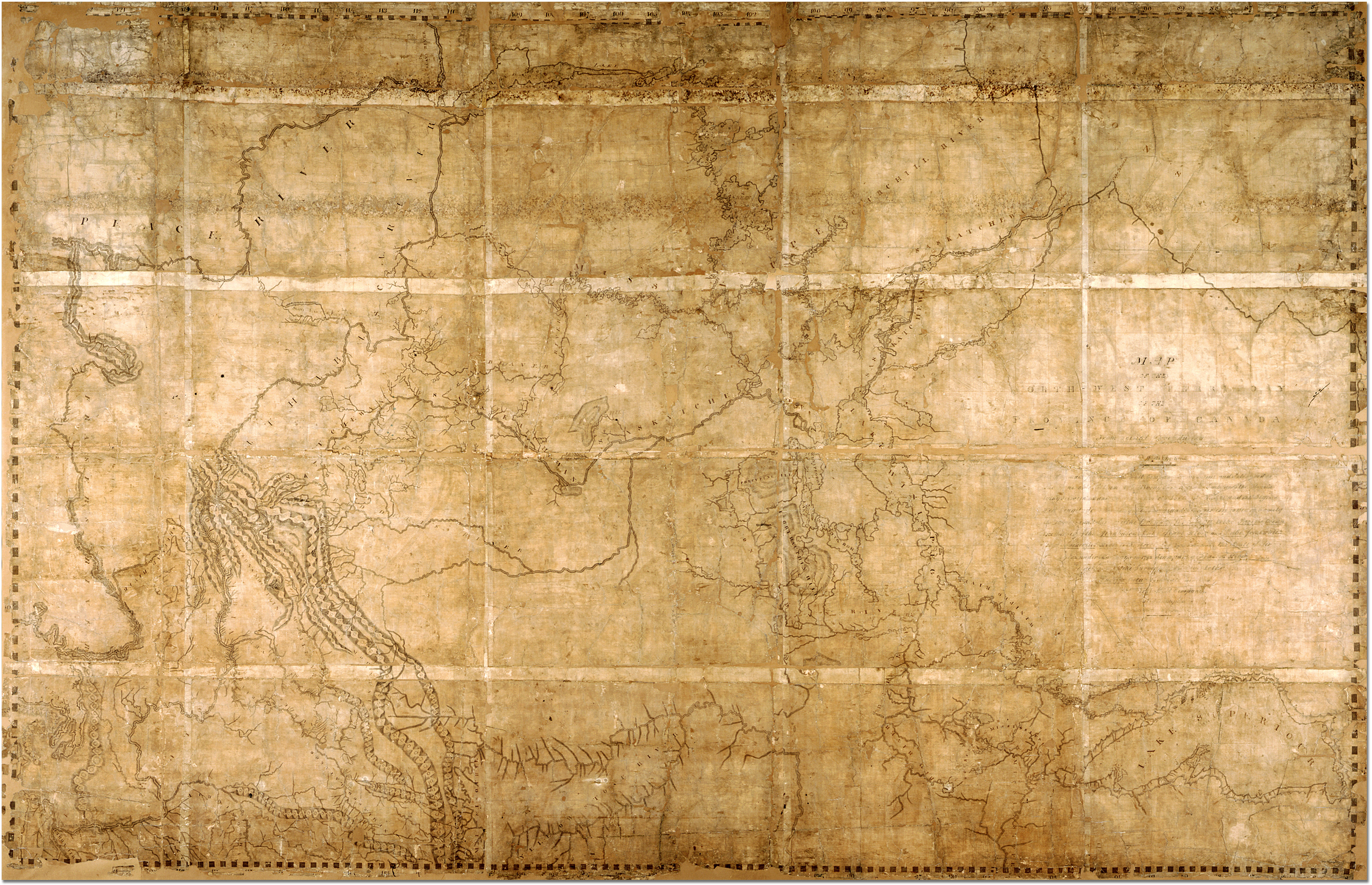
Mapa de 1814 realizado por David Thompson del Territorio del Noroeste de la Provincia de Canadá, abarcando desde el río Fraser, al oeste, hasta el lago Superior, en el este.

Después de la junta general de 1806, Thompson viajó al puesto de Rocky Mountain House, en la confluencia del río Saskatchewan Norte y del río Clearwater, para prepararse para una expedición para seguir el río Columbia hasta el Pacífico. En junio de 1807 Thompson cruzó las Montañas Rocosas y pasó el verano topografiando la cuenca del Columbia, un estudio que continuó en las temporadas siguientes. Thompson cartografió, y estableció puestos comerciales, en el noroeste de los actuales estados de Montana, Idaho, Washington, y en el oeste de Canadá, incluyendo Kootenae House y Saleesh House. El primer puesto al oeste de las Montañas Rocosas, en Montana, amplió los territorios del de comercio de pieles de la Compañía del Noroeste. Los mapas que hizo de la cuenca del río Columbia, al este de las montañas Cascade (Cascade Mountains), fueron de tan gran calidad y detalle que siguieron siendo considerados como fuente de autoridad hasta mediados del siglo XX. De hecho, los dibujos de Thompson de la parte superior del río Misuri se incorporaron en un mapa de la expedición de Lewis y Clark que se hizo siete años más tarde.
A principios de 1810, Thompson estaba de vuelta hacia el este, hacia Montreal, pero cuando iba camino del lago Rainy, recibió órdenes de regresar a las Montañas Rocosas y establecer una ruta hacia la desembocadura del Columbia. Ésta fue la respuesta por parte de la NWC a los planes del empresario estadounidense John Jacob Astor de enviar un buque que, tras rodear América del Sur, estableciese un puesto de comercio de pieles en la desembocadura del Columbia. Durante su regreso, Thompson se retrasó a causa de un airado grupo de nativos peigan que, finalmente, le obligaron a buscar una nueva ruta a través de las Montañas Rocosas, a través del paso de Athabasca (1753 m).
David Thompson fue el primer europeo en navegar todo el curso del río Columbia. Durante el viaje de 1811 por el río Columbia, Thompson acampó en la confluencia con el río Snake el 9 de julio de 1811, y erigió un poste y un aviso reclamando la región para Gran Bretaña e indicando la intención de la NWC de construir un puesto comercial en ese sitio. Este aviso fue encontrado más tarde, ese mismo año, por los astorianos que también buscaban establecer un puesto comercial en el interior, contribuyendo a que seleccionasen un lugar más al norte, en Fort Okanogan. (El fuerte de la NWC en Fort Nez Percés se estableció cerca de la confluencia del río Snake varios años después.) Continuando por el Columbia, Thompson pasó la barrera de The Dalles con muchas menos dificultades de las que experimentaron Lewis y Clark, cuando las aguas altas tapaban las Celilo Falls y muchos de los rápidos. El 14 de julio de 1811, Thompson llegó al ya parcialmente construido Fort Astoria, en la desembocadura del río Columbia, llegando dos meses después que el barco de la Pacific Fur Company, el Tonquin.
Antes de regresar río arriba y a través de las montañas, Thompson contrató a Naukane, un trabajador nativo de Hawái presente en Fort Astoria tras haber llegado en el barco Tonquin. Naukane, conocido como Coxe por Thompson, acompañó a Thompson por todo el continente hasta el lago Superior antes de viajar a Inglaterra.
Thompson paso el invierno en Saleesh House antes de comenzar su último viaje de regreso a Montreal en 1812.
En sus diarios publicados, Thompson aseguró haber visto grandes huellas grande cerca de la actual Jasper, Alberta, en 1811. Se ha sugerido que esas huellas eran similares a lo que desde entonces se ha llamado como sasquatch. Sin embargo, Thompson hizo notar que las pisadas mostraban «una pequeña uña al final de cada dedo», y mantuvo que las mismas «eran muy parecidas a las marcas de un gran oso».

### Matrimonio e hijos
Thompson se casó con Charlotte Small, la «mujer de la canción del remo», el 10 de junio de 1799, en Île-à-la-Crosse, una hija métis de un comerciante de pieles escocés y de madre cree. Su matrimonio se formalizó en la iglesia presbiteriana escocesa en Montreal el 30 de octubre de 1812. Él y Charlotte tuvieron 13 hijos, cinco de ellos nacidos antes de que abandonase el comercio de pieles. La familia no se adaptó fácilmente a la vida en el este de Canadá y dos de los hijos, John (de 5 años) y Emma (de 7 años) murieron de un parásito común. Su matrimonio duró 58 años, el más largo conocido de la época anterior a la confederación canadiense.

### Últimos años

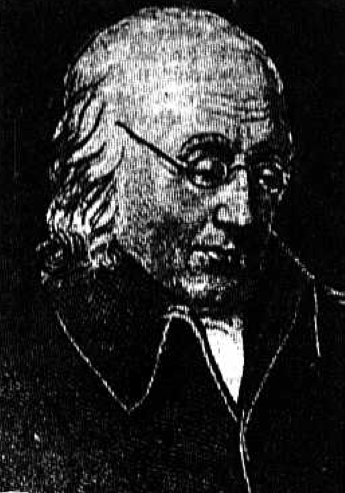
David Thompson al final de su vida.

Después de su llegada de regreso a Montreal, Thompson se retiró con una generosa pensión de la Compañía del Noroeste. Se instaló en las cercanías de Terrebonne y trabajó completando su gran mapa, un resumen de su vida de exploración y levantamientos topográficos del interior de América del Norte. El mapa cubre la amplia zona que se extiende desde el lago Superior hasta el Pacífico, y Thompson se lo cedió a la NWC. El mayor éxito del mapa de 1814 de Thompson, fue que era tan precisa que 100 años después, seguía siendo la base para muchos de los mapas publicados por el gobierno canadiense. En la actualidad se conserva en los Archivos de Ontario.
En 1815, Thompson se mudó con su familia a Williamstown, Alto Canadá y unos pocos años más tarde fue empleado para el reconocimiento que estableció la nueva fronteras con los Estados Unidos, desde el lago de los Bosques hasta la región de los Eastern Townships, en Quebec, una frontera establecida por el Tratado de Gante después de la Guerra de 1812. En 1843 Thompson terminó su atlas de la región desde la bahía de Hudson hasta el océano Pacífico.
Posteriormente, Thompson volvió a su vida como terrateneiente, pero pronto las desgracias financieras le aruinaron. En 1831 estaba tan profundamente endeudado que se vio obligado a emplearse como topógrafo de la British American Land Company para mantener a su familia. Su suerte continuó empeorando y se vio obligado a vivir con su hija y su yerno en 1845. Comenzó a trabajar en un manuscrito que relataba su vida explorando el continente, pero el proyecto quedó inconcluso cuando la vista le falló completamente en 1851. Nunca terminó el libro de sus 28 años en el comercio de pieles, basándose en sus 77 cuadernos de campo.
Thompson murió en Montreal, casi en el anonimato, el 10 de febrero de 1857, y fue enterrado en Montreal, en el cementerio de Mount Royal, en una tumba sin nombre. Sus logros apenas fueron reconocidos, a pesar de que la extensión de tierra cartografiada por él ascendió a 3,9 millones de kilómetros cuadrados de tierras vírgenes (un quinto del continente). Su contemporáneo, el gran explorador Alexander MacKenzie, señaló que Thompson hizo más en diez meses de lo que él hubiera creído posible en dos años.

### Reconocimientos

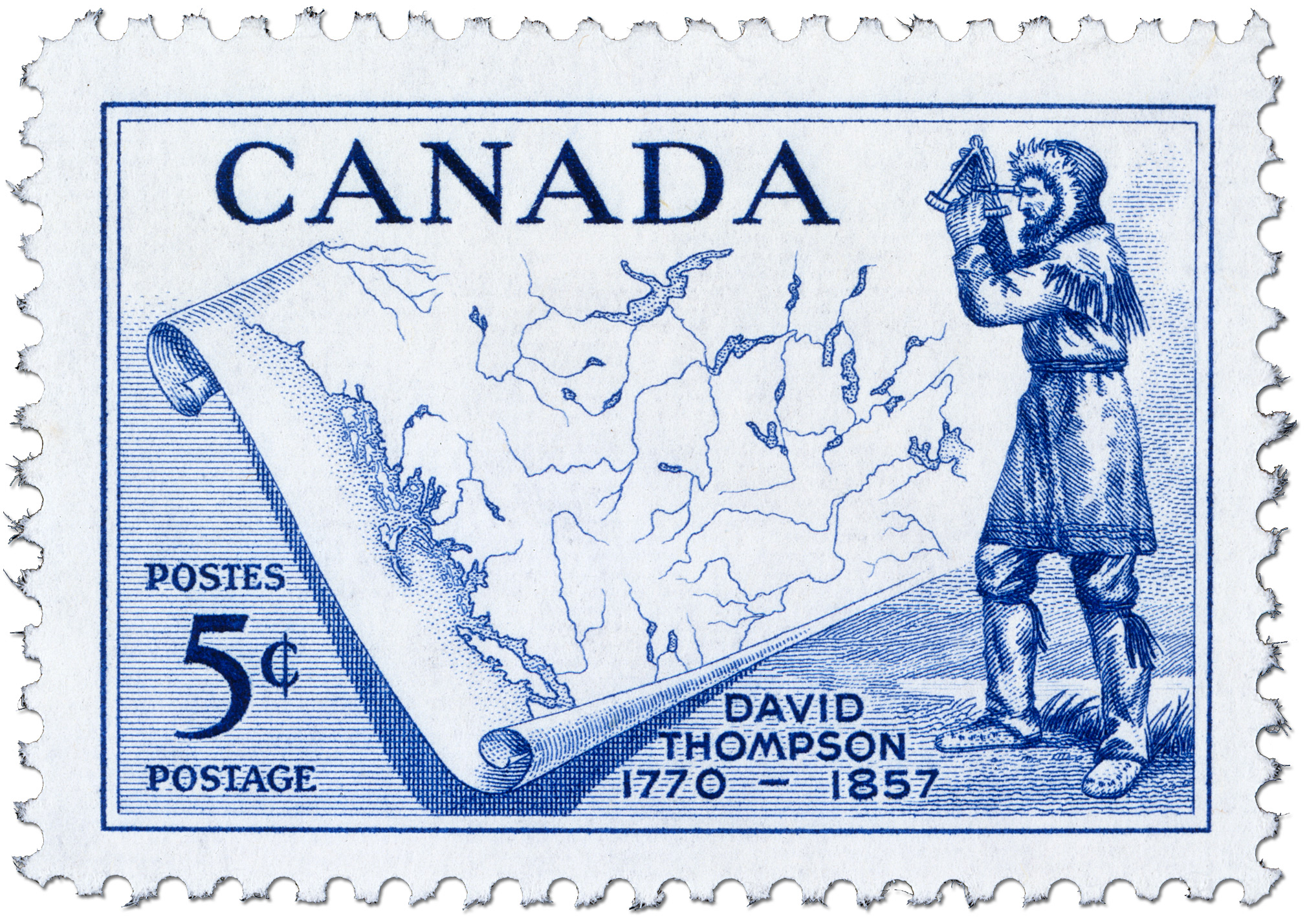
Sello que conmemora la vida de David Thompson en el 2º centenario de su fallecimiento (1957).

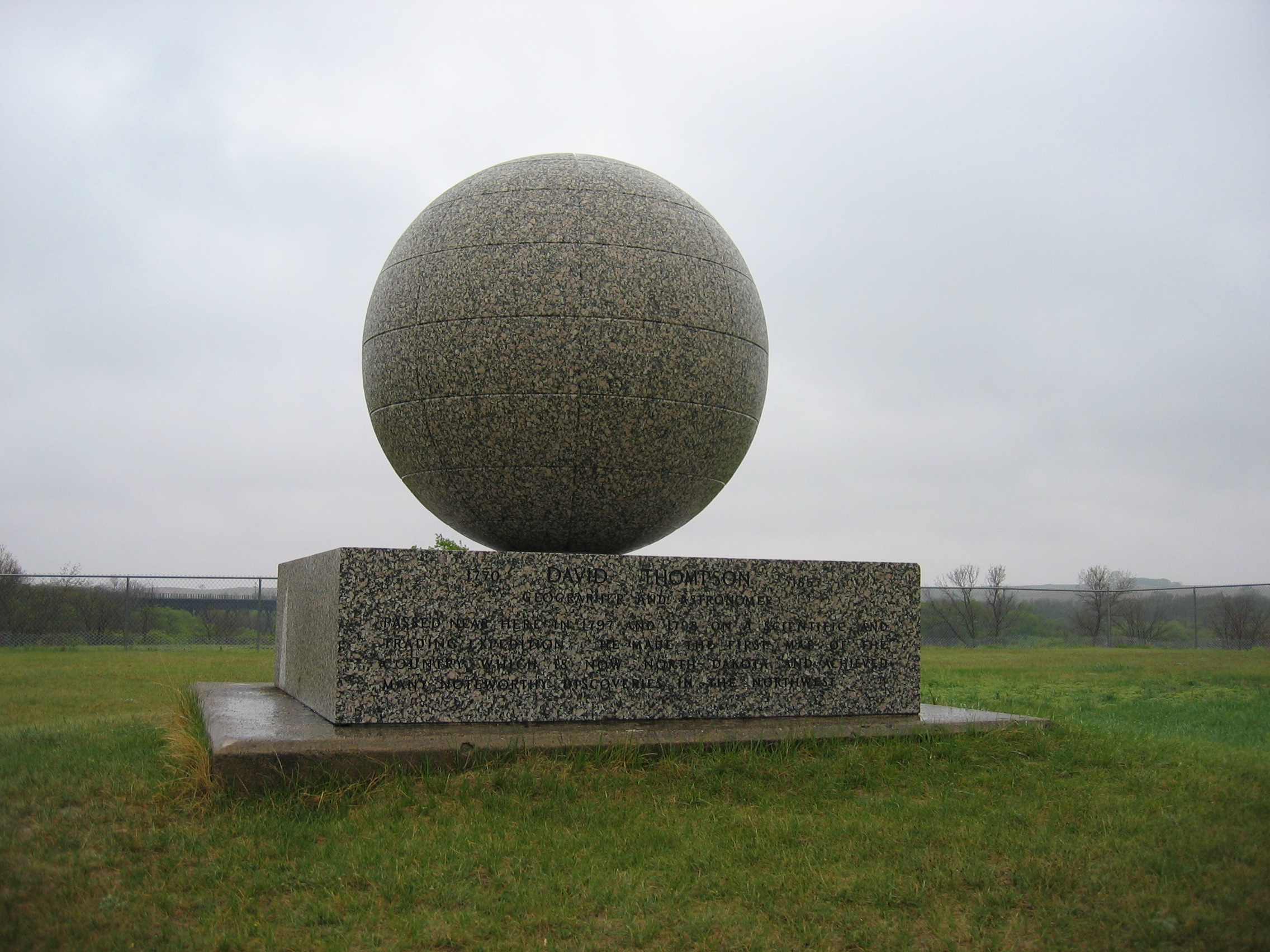
Memorial David Thompson, Vérendrye, Dakota del Norte.

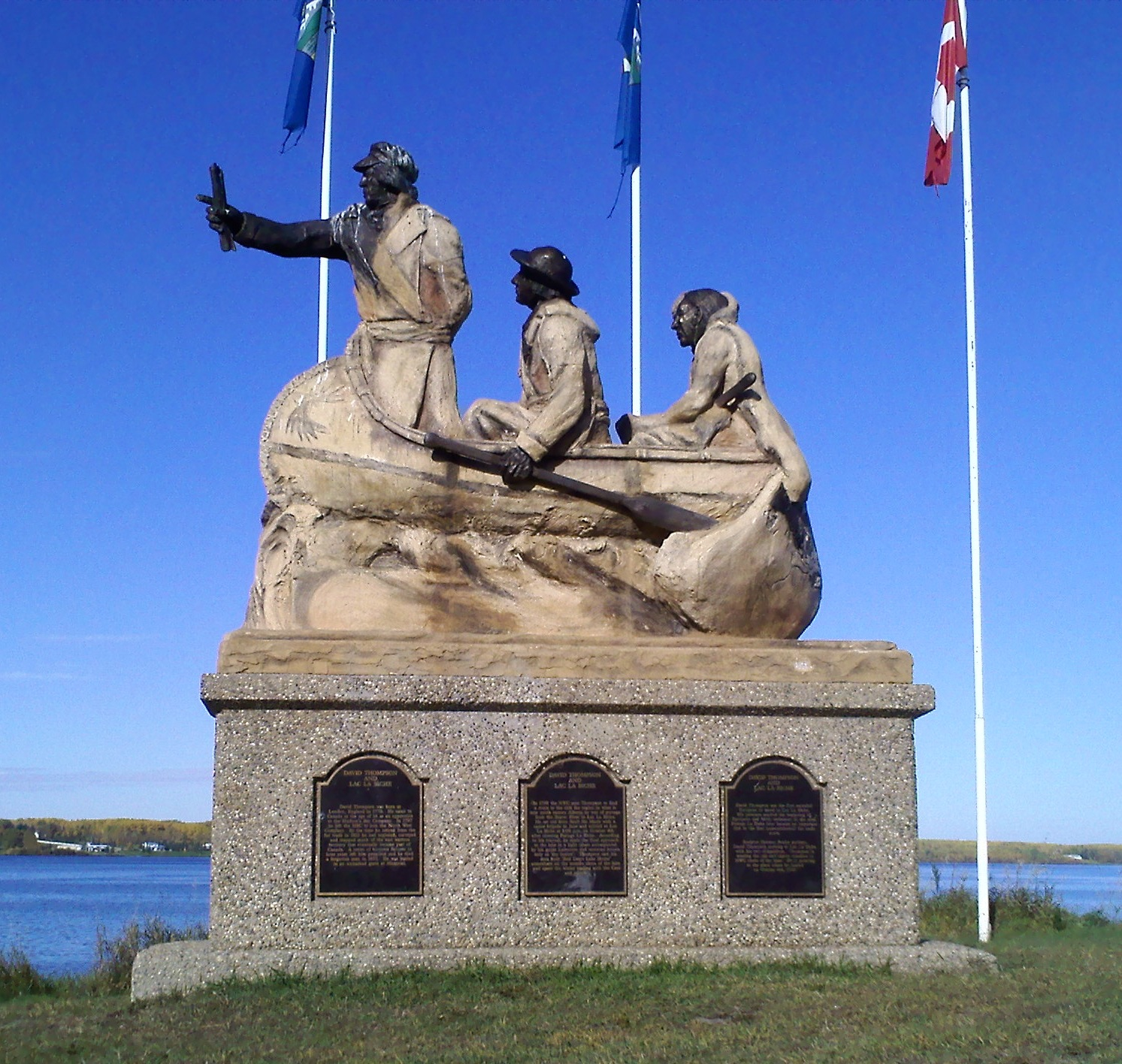
David Thompson y dos guías en la orilla del Lago Lac la Biche, que él descubrió, a orillas de dicho lago.

En 1890 el geólogo J.B. Tyrrell resucitó las notas de Thompson y en 1916 las publicó como David Thompson's Narrative [Narrativa de DavidThompson].  En 1926, gracias a los esfuerzos de Tyrell y la Canadian Historical Society, se colocó una lápida señalando su tumba en el cementerio de Mount Royal.
En 1957, cien años después de su muerte, el gobierno canadiense le honró emitiendo un sello con su imagen. La carretera David Thompson, en Alberta, fue también nombrada en su honor, junto con el David Thompson High School, situado en el lado de la carretera cerca de Leslieville, Alberta. Su destreza como geógrafo es ahora bien conocida. Ha sido llamado «el mayor geógrafo terrestre que jamás ha vivido» ("the greatest land geographer who ever lived.")
Hay un monumento dedicado a David Thompson (mantenido por el estado de Dakota del Norte), cerca de la antigua ciudad de Verendrye, Dakota del Norte, hoy ciudad fantasma, en Dakota del Norte, ubicado aproximadamente a dos millas al norte y una milla al oeste de Karlsruhe, Dakota del Norte. Thompson Falls, Montana y el río Thompson, en la Columbia Británica, también llevan el nombre del explorador.
El año 2007 marcó el 150.º aniversario de la muerte de Thompson y el 200.º aniversario de su primera travesía de las Montañas Rocosas. Se han previsto varios eventos conmemorativos y exposiciones, tanto en Canadá como en los Estados Unidos, de 2007 hasta 2011 como celebración de sus logros.
Thompson ha sido objeto de un cortometraje de 1964 de la National Film Board of Canada: David Thompson: The Great Mapmaker, así como de un programa de la BBC2 Ray Mears' Northern Wilderness (Episodio 5), emitido en noviembre de 2009.

## Obras de David Thompson
- 1814 - Map of the North-West Territory of the Province of Canada
- 1897 - New light on the early history of the greater Northwest: the manuscript journals of Alexander Henry, fur trader of the North West Company, and of David Thompson, official geographer and explorer of the same company, 1799–1814 : exploration and adventure among the Indians on the Red, Saskatchewan, Missouri and Columbia Rivers (editado por Elliott Coues).
- 1916 - David Thompson's narrative of his explorations in western America, 1784–1812 (enlace roto disponible en Internet Archive; véase el historial, la primera versión y la última). (editado por J.B. Tyrell).
- 1950 - David Thompson's journals relating to Montana and adjacent regions, 1808–1812 (editado porM. Catherine White).
- 1962 - David Thompson's narrative, 1784–1812 (editado por Richard Glover).
- 1974 - David Thompson's journal of the international boundary survey, 1817–1827 : western Lake Erie, August–September 1819 (edited by Clarke E. Leverette)
- 1993 -  Columbia Journals (editado por Barbara Belyea).
- 2006 - "Moccasin Miles – The Travels of Charlotte Small Thompson 1799–1812 Archivado el 27 de febrero de 2009 en Wayback Machine." Contemporary and Historical Maps: Charlotte Small (S. Leanne Playter/Andreas N. Korsos|Publisher: Arcturus Consulting).
- 2006/07 -  "David Thompson in Alberta 1787–1812"; "David Thompson on the Columbia River 1807–1812"; "The Explorations and Travels of David Thompson 1784–1812"; "Posts and Forts of the North American Fur Trade 1600–1870" Archivado el 27 de febrero de 2009 en Wayback Machine. Contemporary and Historical Maps: David Thompson (Andreas N. Korsos|Publisher: Arcturus Consulting).